# Mably

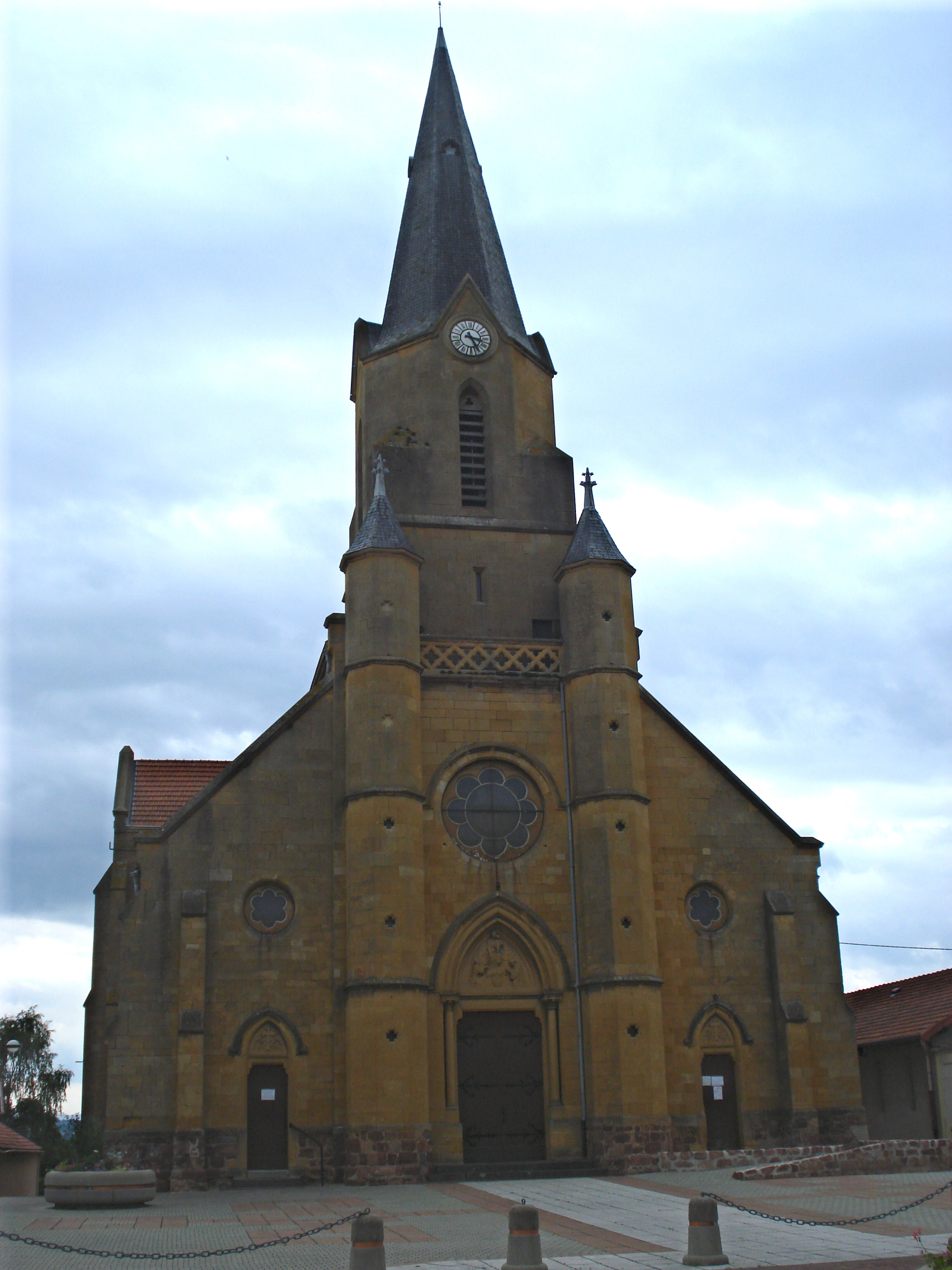
Kościół w Mably, 2009

Mably – miejscowość i gmina we Francji, w regionie Owernia-Rodan-Alpy, w departamencie Loara.
Według danych na rok 1990 gminę zamieszkiwało 8291 osób, a gęstość zaludnienia wynosiła 253 osób/km² (wśród 2880 gmin regionu Rodan-Alpy Mably plasuje się na 87. miejscu pod względem liczby ludności, natomiast pod względem powierzchni na miejscu 178.).

## Miasta partnerskie
- Piatra Neamț, Rumunia
- Wantage, Wielka Brytania